# Akrosom
I många djur är akrosomen en organell som utgör den främre delen av spermiens huvud. Akrosomen är en sektion som utvecklas från golgiapparaten och innehåller nedbrytande enzym. När spermien kolliderar med en äggcell läcker akrosomen ut sitt innehåll, vilket i sin tur underlättar fusion mellan spermie och ägg.